# Década de 950 a.C.

## Eventos
- 958 a.C.: Abias sucede a seu pai Roboão como rei de Judá. Ele reinou por três anos.[1]
- 957 a.C.: Guerra entre Judá e Israel: o exército de Abias, de quinhentos mil homens, derrota o exército de Jeroboão, de oitocentos mil, matando quinhentos mil. Esta é a maior batalha, por número de mortes, registrada na Bíblia. Abias captura Betel, cidade onde estava um dos dois bezerros de ouro, além de Josana e Efrom.[2]
- 955 a.C.: Asa sucede a seu pai Abias como rei de Judá. Ele reinou por quarenta e um anos.[3]
- 955 a.C.: Décimo Jubileu.[3]
- 954 a.C.: Nadabe sucede a seu pai Jeroboão como rei de Israel. Ele reinou por dois anos.[4]
- 953 a.C.: Baasa, da tribo de Issacar, assassina Nadabe enquanto este cercava a cidade filisteia de Gibetão. Baasa se torna rei de Israel, e massacra toda a família de Jeroboão. Ele reinou por vinte e quatro anos.[5]
- 951 a.C.: Asa acaba com a idolatria, reforma o reino, e fortifica Judá contra invasões. Deus dá dez anos de paz à terra.[6]

## Mortes
- 958 a.C.: Roboão, rei de Judá, sucedido por seu filho Abias.[1]
- 955 a.C.: Abias, rei de Judá, sucedido por seu filho Asa.[3]
- 954 a.C.: Jeroboão, rei de Israel, sucedido por seu filho Nadabe.[4]
- 953 a.C.: Nadabe, rei de Israel, assassinado por Baasa enquanto cercava a cidade filistéia de Gibetão.[5]
- 953 a.C.: Toda a família de Jeroboão, assassinada por Baasa, novo rei de Israel.[5]